# Franco Ortellado
Franco Tomás Ortellado (Adrogué, 30 maggio 2001) è un calciatore argentino, difensore del Lanús.

## Caratteristiche tecniche
È un difensore centrale.

## Carriera

### Club
Ortellado è cresciuto nel settore giovanile del Lanús, con cui ha firmato il primo contratto professionistico nel 2019. Nel 2021 è stato ceduto in prestito all'Aldosivi, dove ha giocato nella squadra riserve. Ha esordito nella prima squadra del club granata il 1º maggio 2022 nell'incontro di Copa de la Liga Profesional vinto 1-0 contro l'Independiente ed il 21 luglio ha segnato il suo primo gol nel pareggio per 2-2 contro il Vélez Sarsfield.
Nel gennaio del 2023 è stato ceduto in prestito in Paraguay allo Sportivo Ameliano, con cui ha subito vinto la supercoppa. L'8 luglio 2023 ha riportato la rottura del legamento crociato nel primo incontro del campionato di Clausura contro lo Sportivo Trinidense.

### Nazionale
Nel 2019 ha giocato due incontri con l'Argentina Under-20.

## Statistiche

### Presenze e reti nei club
Statistiche aggiornate al 1° gennaio 2025.
| Stagione                 | Squadra                  | Campionato               | Campionato | Campionato | Coppe nazionali | Coppe nazionali | Coppe nazionali | Coppe continentali | Coppe continentali | Coppe continentali | Altre coppe | Altre coppe | Altre coppe | Totale | Totale | Totale |
| Stagione                 | Squadra                  | Comp                     | Pres       | Reti       | Comp            | Pres            | Reti            | Comp               | Pres               | Reti               | Comp        | Pres        | Reti        | Pres   | Reti   |        |
| ------------------------ | ------------------------ | ------------------------ | ---------- | ---------- | --------------- | --------------- | --------------- | ------------------ | ------------------ | ------------------ | ----------- | ----------- | ----------- | ------ | ------ | ------ |
| 2022                     | Lanús                    | PD                       | 8          | 1          | CA+CdL          | 0+1             | 0               | CS                 | 0                  | 0                  | -           | -           | -           | 9      | 1      |        |
| 2023                     | Sportivo Ameliano        | PD                       | 16         | 0          | -               | -               | -               | CS                 | 1                  | 0                  | SP          | 1           | 0           | 18     | 0      |        |
| 2024                     | Sportivo Ameliano        | PD                       | 1          | 0          | -               | -               | -               | CS                 | 1                  | 0                  | -           | -           | -           | 2      | 0      |        |
| Totale Sportivo Ameliano | Totale Sportivo Ameliano | Totale Sportivo Ameliano | 17         | 0          |                 | -               | -               |                    | 2                  | 0                  |             | 1           | 0           | 20     | 0      |        |
| 2025                     | Lanús                    | PD                       | 0          | 0          | CA              | 0               | 0               | CS                 | 0                  | 0                  | -           | -           | -           | 0      | 0      |        |
| Totale Lanús             | Totale Lanús             | Totale Lanús             | 8          | 1          |                 | 1               | 0               |                    | 0                  | 0                  |             | -           | -           | 9      | 1      |        |
| Totale carriera          | Totale carriera          | Totale carriera          | 25         | 1          |                 | 1               | 0               |                    | 1                  | 0                  |             | 1           | 0           | 28     | 1      |        |

## Palmarès

### Club

#### Competizioni nazionali
- Supercopa Paraguay: 1

Sportivo Ameliano: 2022